# Zdanie muzyczne
Zdanie muzyczne – element formy muzycznej. 
Jest elementem większym od frazy muzycznej i od motywu. Zdanie muzyczne może być różnorodnie skonstruowane, w zależności od tego, ile składa się na nie motywów i fraz. W układzie symetrycznym zdanie składa się przeważnie z dwóch fraz. Możliwe są także zdania złożone z wielokrotności fraz, z ich kumulacji.  
W użytkowych utworach tanecznych przeważają zdania proste, zbudowane na tym samym stopniu. W muzyce artystycznej występują zdania sekwencyjne budowane na różnych stopniach albo zdania wariacyjne.  
Z motywicznego punktu widzenia wyróżnia się zdanie motywicznie jednorodne i różnorodne. Jednorodne jest wtedy, gdy druga fraza powstaje z pierwszej na zasadzie dosłownego powtórzenia, powtórzenia sekwencyjnego lub przekształceń w formie wariacji. W zdaniach różnorodnych druga fraza wprowadza nowy materiał motywiczny.
Klasyczne zdanie ma strukturę czterotaktową, zbudowaną z dwóch dwutaktowych fraz (tzw. czterotakt). Struktura ta, powstająca w wyniku współdziałania meliki, rytmiki i harmonii, daje pewną logiczną całość wyrazową, nierzadko zakończoną kadencją.